# پوستویک ویت ویتان
پوستویک ویت ویتان (به انگلیسی: Postwick with Witton) یک روستا و محله مدنی در بریتانیا است که در Broadland واقع شده‌است. پوستویک ویت ویتان ۸٫۲۹ کیلومتر مربع مساحت و ۴۰۴ نفر جمعیت دارد.